# Infosys

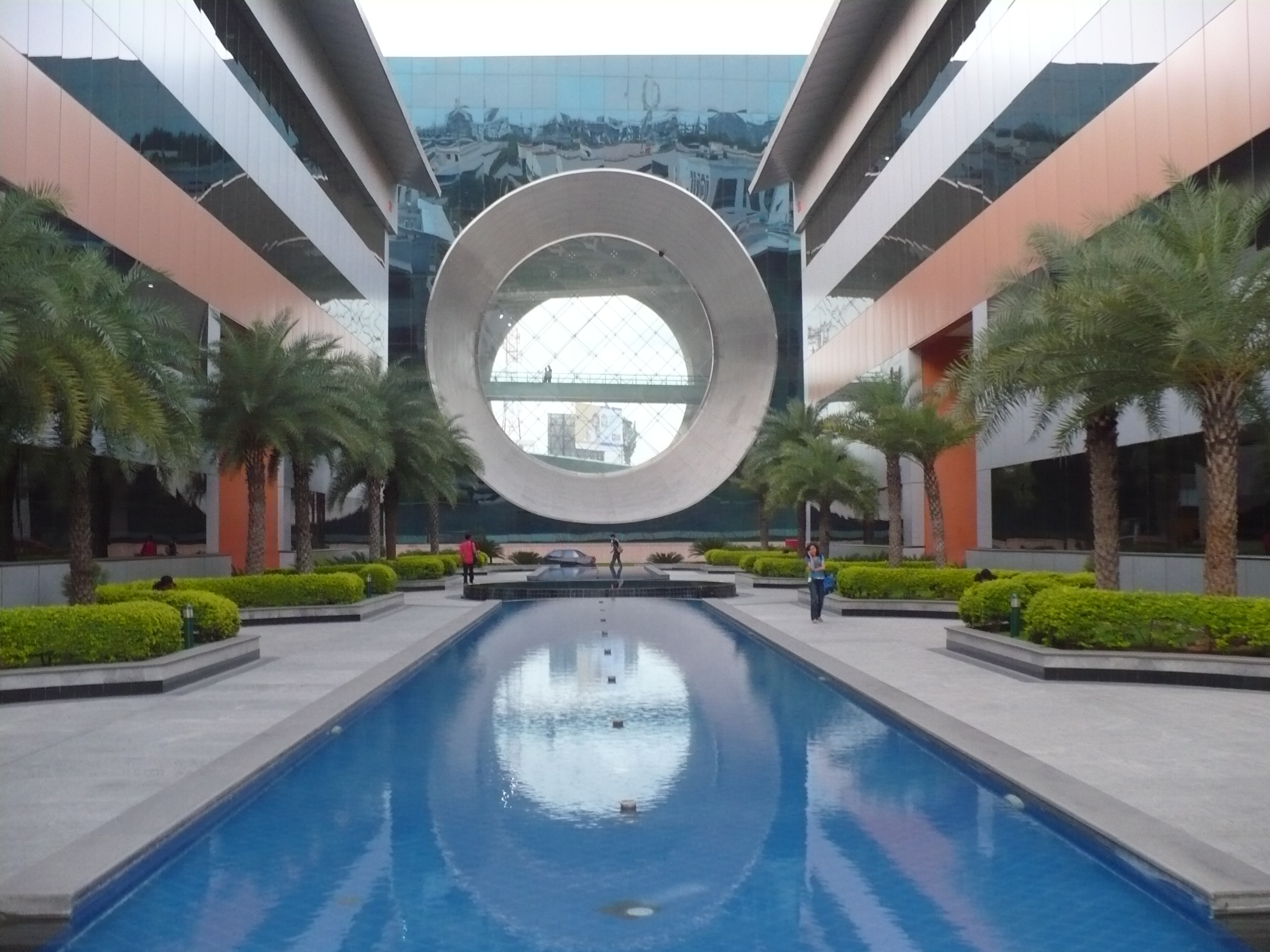
Az Infoys központja, Bengaluru

Az Infosys Technologies Limited (NASDAQ: INFY) egy informatikai szolgáltatócég, Bengaluru-beli (India) központtal. Jelenleg India második legnagyobb IT-cége, több mint 100 ezer dolgozóval (2009 decemberi adat). 22 országban vannak irodái, fejlesztőközpontjai megtalálhatók Indiában, Kínában, Ausztráliában, Nagy-Britanniában, Kanadában és Japánban.